# مستوطنة

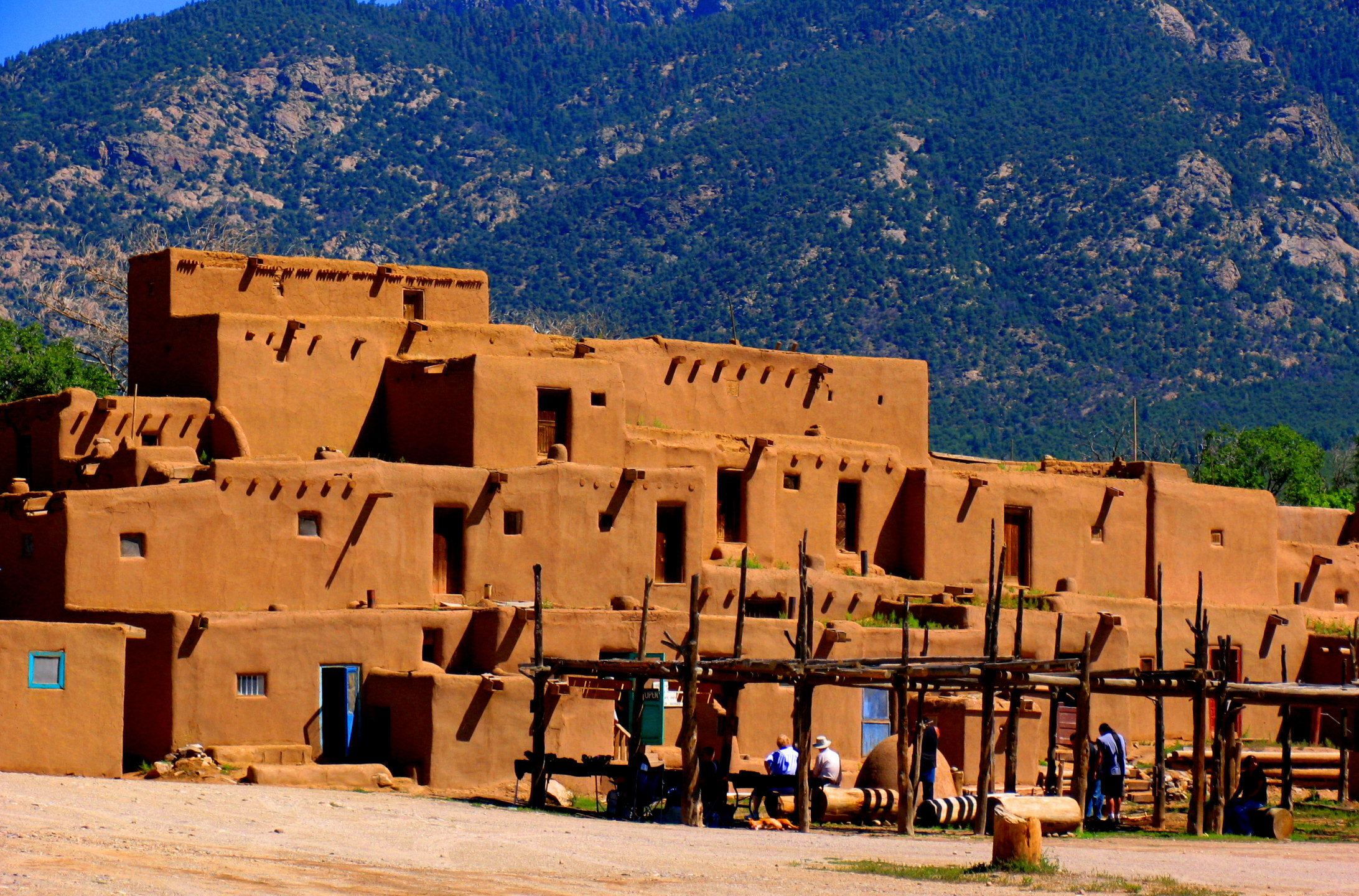
يعتقد ان المباني الأساسية للقرية يفوق عمرها الألف عام، كل من مساحات السكن منفصلة، وتم إضافة الابوابفي القرن الأخير تأثرا بالاسبان، المداخل الاصلية كانت مهابط بسلالم عبر السقف

المستوطنة (الجمع: مُسْتَوْطَنَات) هي مصطلح يستخدم في علم الآثار للإشارة إلى تجمع سكاني تاريخي، ويعني تجمع سكاني مؤقت أو دائم في منطقة ما، بحيث لا يتم تصنيفهم حسب الحجم أو عدد السكان. قد تكون المستوطنة مكونة من مجموعة من المساكن المجتمعة إلى مناطق [التجمعات الحضرية] التي تحيط بالمدن الكبرى. كما أن المصطلح قد يشمل (النجوع) أو القرى أو البلدات أو المدن.
حسب بعض التعريفات هي توسع استعماري[بحاجة لمصدر] (بغض النظر عن كونها استعمارية لأرض شعب آخر أو استعمارية لأرض عذراء) أو المجتمعات البشرية الناتجة عن هذا التوسع. هناك مثلا مستوطنات بدائية وهي تجمعات بشرية تم إعمارها في مناطق مختلفة في فترة وجود الإنسان البدائي، وكانت استعمارا لأرض لم يكن البشر يسكنوها قبلًا.